# Xenograpsus ngatama
Xenograpsus ngatama is een krabbensoort uit de familie van de Xenograpsidae. De wetenschappelijke naam van de soort is voor het eerst geldig gepubliceerd in 2007 door McLay.